# Beat-O-Mania
Die Beat-O-Mania in München war von 1995 bis 1998 eines der größten Sixties-Garage Rock- und Beatmusik-Festivals in Europa.
Veranstaltet wurden die insgesamt vier „Allnighter“-Festivals von der ehemaligen Münchner Plattenfirma Fortune Records.

## Musikalischer Schwerpunkt
Im Gegensatz zu vergleichbaren Veranstaltungen, bei denen häufig auch die Stars der 1960er Jahre wieder auftreten, standen bei der Beat-O-Mania die Auftritte der weltweit jeweils aktuellen Sixties-Szene-Bands im Mittelpunkt.
Dies waren zumeist Bands, deren Hits zu dieser Zeit vor allem in den sogenannten Independent-Charts zu finden waren. Diese Bands und die zugehörige Underground-Szene (Subkultur) pflegte seit den frühen 1980er Jahren diese musikalische Stilrichtung weiter. Erst später gelang Musikbands wie Mando Diao oder The Hives nochmals ein kommerzieller Durchbruch mit diesem Musikstil.
Die Beat-O-Mania zählt mitunter zu den Vorbildern und Wegbereitern ähnlicher Veranstaltungen, wie beispielsweise des Purple Weekends in León.

## Veröffentlichungen
Die Mitschnitte der vier Konzerte wurden in Teilen auf zwei Samplern mit dem Namen „Beat-O-Mania at it's best“ veröffentlicht. Das Konzert der Band „Los Flechazos“ ist auf deren Livealbum „Pussycat“ veröffentlicht. Die „Motorpsychos“ veröffentlichten eine Single mit zwei Titeln von ihrem Auftritt bei der Beat-O-Mania. Die Saarbrücker Mod-Band The Apemen, die 1995 und 1996 bei der Beat-O-Mania auftrat, beendete ihr Debüt-Album „Phantacity“ mit dem bei der Veranstaltung aufgenommenen Live-Coversong von Hendrix „Fire“.
Außerdem erschienen die Höhepunkte der Beat-O-Mania 1996 auf Video.

## Interpreten bei der Beat-O-Mania
(Auswahl)
- Los Flechazos (Spanien)
- The Loons mit Tell-Tale Hearts-Sänger Mike Stax (USA)
- The Apemen (Saarbrücken, Deutschland)
- The Knave (England)
- The Fuzztones (USA)
- The Clique (England)
- Dr Explosión (Spanien)
- The Jaybirds (Österreich)
- The Early Hours (Australien)
- Larry & The Lefthanded (Finnland)
- Strange Flowers (Italien)
- The Motorpsychos (München, Deutschland)
- The Others (Italien)
- Los Coronas (Spanien)
- Head & The Hares (Italien)
- Daisy Chain (Deutschland)
- The Diaboliks (England)
- Swinging London (Deutschland)
- Sex Museum (Spanien)
- The Immaculates (Italien)
- Thee Cherylinas (Saarbrücken, Deutschland)
- 99th Floor (Italien)
- The Flynns mit Willi Ortlieb von den Motorpsychos, Albert Krämer, Max Miller von Los Poppos und Erol Dizdar von Kamerakino (München, Deutschland)
- The Chamberdeacons (München, Deutschland)
- The Heartbeats (München, Deutschland)
- Green Slime mit Willi Ortlieb von den Motorpsychos, Alex Woldt von den Boogoos und Erol Dizdar von Kamerakino (Deutschland)